# Iglesia de San Jerónimo (Poconchile)
La Iglesia de San Jerónimo es un templo católico ubicado en la localidad de Poconchile, comuna de Arica, Región de Arica y Parinacota, Chile. Construida a fines del siglo xix, fue declarada monumento histórico, mediante el Decreto n.º 331, del 10 de agosto de 2015.

## Historia
Fue mencionada por primera vez en el siglo xviii, y fue reconstruida a fines del siglo xix luego de los terremotos de 1868 y de 1877.

## Descripción
Presenta un atrio cerrado con muros de adobe, una planta rectangular, dos campanarios de madera en su fachada, y un techo de armadura trapezoidal.